# آب پیمایش

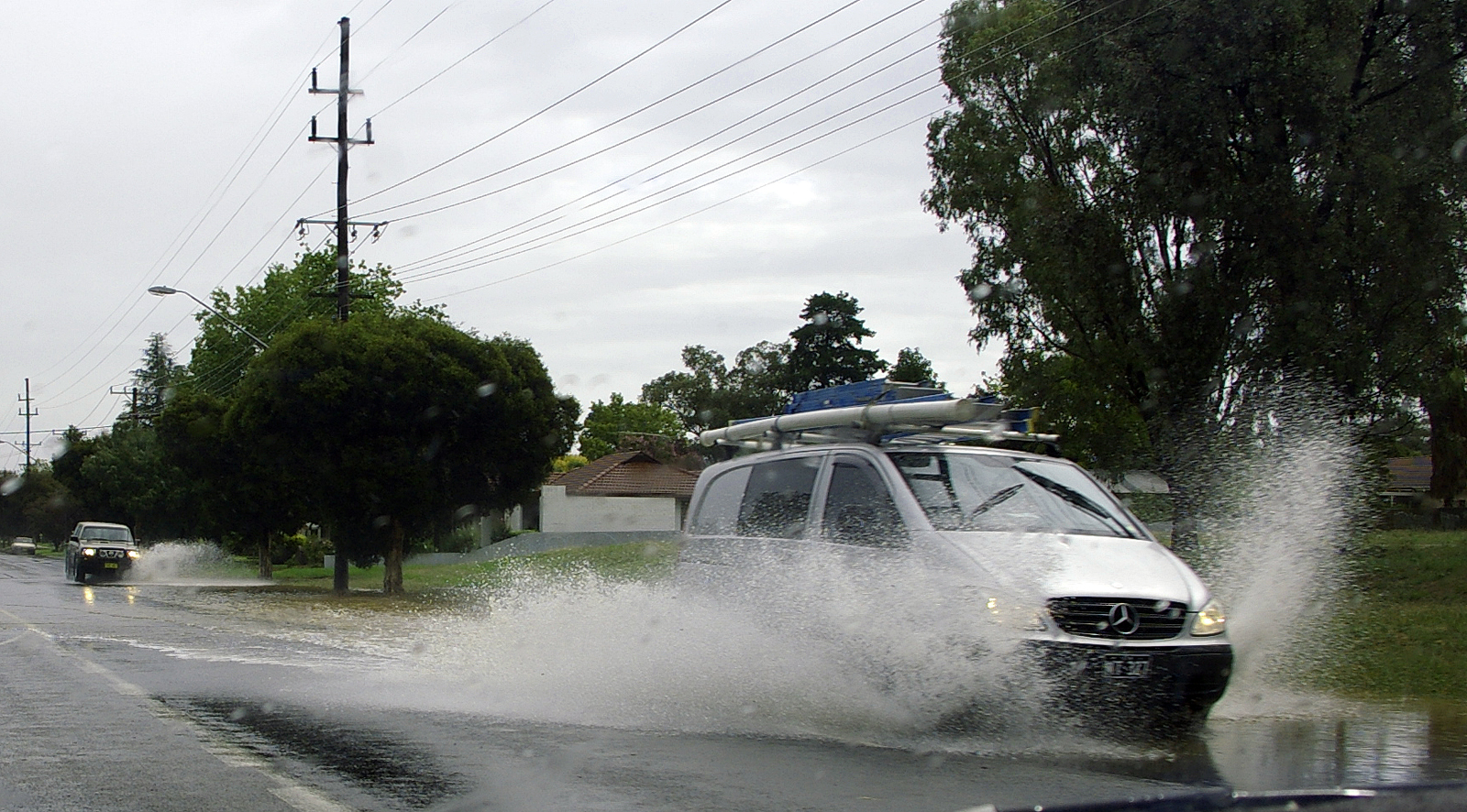

آب پیمایش (انگلیسی: Hydroplaning) شرایطی است که برای تایر خودروها هواگردها پیش می‌آید. این اتفاق زمانی می‌افتد که لایه‌ای از آب میان چرخ‌های وسیله نقلیه و سطح جاده فاصله می‌اندازد و موجب از میان رفتن کشش می‌شود و به عدم پاسخ وسیله نقلیه به ابزارهای کنترلی (از قبیل فرمان و ترمز) می‌انجامد. اگر این اتفاق برای همه چرخ‌ها به‌صورت همزمان رخ دهد، خودرو تبدیل به یک سورتمه بدون کنترل می‌شود و اگر فقط برای برخی چرخ‌ها پیش آید به انحراف خودرو خواهد انجامید. 
این اتفاق با زمانی که خودرو روی سطح خیس لیر می‌خورد کاملاً متفاوت است. علت این پدیده وارد شدن خودرو با سرعت در جایی است در سطح جاده به دلیل وجود گودال یا شیب نامناسب، آب جمع شده است. نام انگلیسی این پدیده از هیدروپلین که نوعی قایق است گرفته شده.